# Bill Cowley
William Mailes Cowley, född 12 juni 1912 i Bristol, Quebec, död 31 december 1993 i Ottawa, var en kanadensisk professionell ishockeyspelare. Cowley spelade för St. Louis Eagles och Boston Bruins i NHL åren 1934–1947.

## Karriär
Bill Cowley debuterade i NHL säsongen 1934–35 med St. Louis Eagles och gjorde 12 poäng på 41 matcher. Då St. Louis Eagles avvecklades efter säsongen valdes lagets spelare en och en av de andra lagen i ligan i dispersionsprocedur och Boston Bruins lade beslag på Cowley. I Bruins tröja skulle Cowley snart utvecklas till en pålitlig poängmakare. Säsongen 1938–39 vann han Stanley Cup med Bruins och efter en rad säsonger runt 40 poäng sköt Cowley i höjden säsongen 1940–41 då han gjorde 62 poäng och vann NHL:s poängliga samt Hart Trophy som ligans mest värdefulle spelare. 1941 vann han även sin andra Stanley Cup med Bruins.
Efter ett mellanår säsongen 1941–42 var Cowley tillbaka i gammal god form säsongen 1942–43 då han gjorde 72 poäng på 48 matcher och spelade hem sin andra Hart Trophy. Säsongen därefter, 1943–44, snittade han nästan två poäng per match med 71 poäng på 36 matcher. På grund av en skada och missade matcher slutade han på sjunde plats i poängligan det året, 11 poäng bakom lagkamraten Herb Cain.
Cowley spelade med Boston Bruins fram till och med säsongen 1946–47. På 549 grundseriematcher i NHL gjorde han 548 poäng.
1968 valdes Cowley in som ärad medlem i Hockey Hall of Fame.

## Statistik
AHA = American Hockey Association
| 1934–35    | Tulsa Oilers     | AHA        | 1   | 0   | 0   | 0   | 5   | —  | —  | —  | —  | —  |
| 1934–35    | St. Louis Eagles | NHL        | 41  | 5   | 7   | 12  | 10  | —  | —  | —  | —  | —  |
| 1935–36    | Boston Bruins    | NHL        | 48  | 11  | 10  | 21  | 17  | 2  | 2  | 1  | 3  | 2  |
| 1936–37    | Boston Bruins    | NHL        | 46  | 13  | 22  | 35  | 4   | 3  | 0  | 3  | 3  | 0  |
| 1937–38    | Boston Bruins    | NHL        | 48  | 17  | 22  | 39  | 8   | 3  | 2  | 0  | 2  | 0  |
| 1938–39    | Boston Bruins    | NHL        | 34  | 8   | 34  | 42  | 2   | 12 | 3  | 11 | 14 | 2  |
| 1939–40    | Boston Bruins    | NHL        | 48  | 13  | 27  | 40  | 24  | 6  | 0  | 1  | 1  | 7  |
| 1940–41    | Boston Bruins    | NHL        | 46  | 17  | 45  | 62  | 16  | 2  | 0  | 0  | 0  | 0  |
| 1941–42    | Boston Bruins    | NHL        | 28  | 4   | 23  | 27  | 6   | 5  | 0  | 3  | 3  | 5  |
| 1942–43    | Boston Bruins    | NHL        | 48  | 27  | 45  | 72  | 10  | 9  | 1  | 7  | 8  | 4  |
| 1943–44    | Boston Bruins    | NHL        | 36  | 30  | 41  | 71  | 12  | —  | —  | —  | —  | —  |
| 1944–45    | Boston Bruins    | NHL        | 49  | 25  | 40  | 65  | 12  | 7  | 3  | 3  | 6  | 0  |
| 1945–46    | Boston Bruins    | NHL        | 26  | 12  | 12  | 24  | 6   | 10 | 1  | 3  | 4  | 2  |
| 1946–47    | Boston Bruins    | NHL        | 51  | 13  | 25  | 38  | 16  | 5  | 0  | 2  | 2  | 0  |
| NHL totalt | NHL totalt       | NHL totalt | 549 | 195 | 353 | 548 | 143 | 64 | 12 | 34 | 46 | 22 |

## Meriter
- Stanley Cup – 1939 och 1941
- Hart Memorial Trophy – 1940–41 och 1942–43
- NHL First All-Star Team – 1937–38, 1940–41, 1942–43 och 1943–44
- NHL Second All-Star Team – 1944–45
- Vinnare av NHL:s poängliga – 1940–41
- Vinnare av NHL:s assistliga – 1938–39, 1940-41 och 1942-43